# Cinevilla
Cinevilla er en filmkulisseby i Slampes pagasts i Tukuma novads i Letland opført udelukkende til optagelserne af Defenders of Riga. Cinevilla er den eneste udendørs filmkulisseby i Letland, og består af efterligninger af historiske bygninger og konstruktioner i Riga, hovedstaden i Letland, og i særdeleshed Vecrīga. Kulissebyen består blandt andet af de historiske broer Lübeckbroen, Pontonbroen og Akmensbroen samt floden Daugava som førnævnte broer krydser.